# Breitenau (Bergkirchen)
Breitenau ist ein Gemeindeteil von Bergkirchen im oberbayerischen Landkreis Dachau. Der Weiler liegt circa zwei Kilometer nordöstlich von Bergkirchen.

## Geschichte
Breitenau wurde im Zusammenhang mit einem Ortsadel im Jahr 1171 erstmals urkundlich erwähnt. Durch weit verstreute Grundmauerreste gestützt, hat sich die Sage gebildet, dass Breitenau ein größerer Ort gewesen sein könnte, der durch die Pest ausgerottet wurde.

## Sehenswürdigkeiten
Die katholische Filialkirche St. Bartholomäus wurde erstmals in den Konradinischen Matrikel von 1315 erwähnt. Sie ist Filiale der Pfarrei Bergkirchen.